# Телета
Телета (др.-греч. Τελετή «посвящение в таинства») — дочь наяды Никеи и Диониса. 
По смерти матери была воспитана Дионисом и участвовала во всех его странствованиях. Как близко посвящённая в таинства Диониса, она была посредницей в очищениях, предписываемых мистериями, на что указывает самое её имя (τελετη — «нравственное очищение» либо «посвящение»). В искусстве она изображалась крылатой девушкой с жертвенным сосудом и венком; на Геликоне её статуя стояла рядом со статуей Орфея.
Постоянная участница тиаз — экстатических процессий, устраивавшихся в честь Диониса.